# Glenea trimaculipennis
Glenea trimaculipennis là một loài bọ cánh cứng trong họ Cerambycidae.